# Jüdischer Friedhof (Rădăuți)
Koordinaten: 47° 50′ 20,9″ N, 25° 54′ 20,6″ O

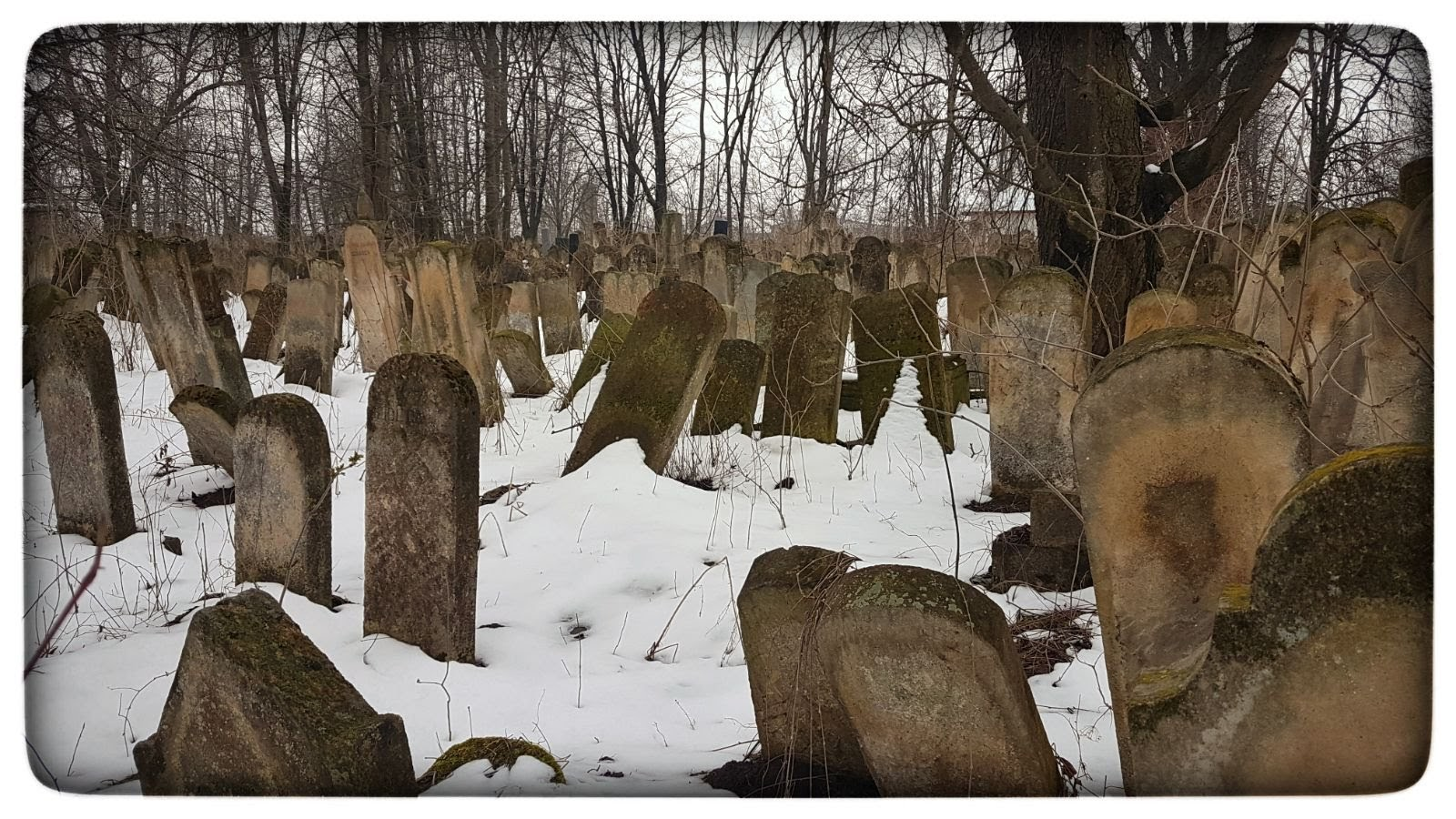
Jüdischer Friedhof Rădăuți (2018)

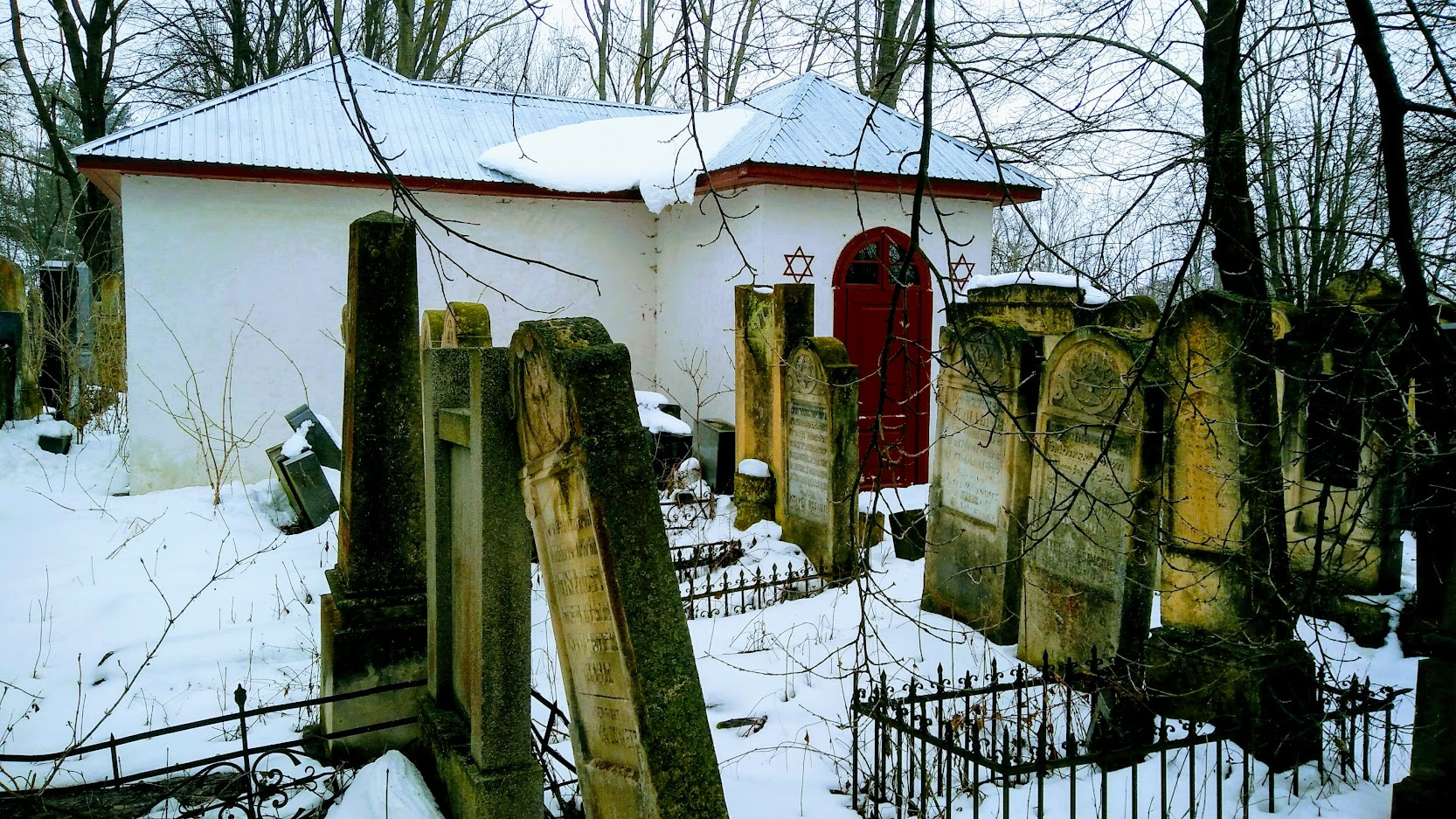
Jüdischer Friedhof Rădăuți (2018)

Der Jüdische Friedhof Rădăuți befindet sich in Rădăuți (deutsch Radautz), einer Stadt im Kreis Suceava im Nordosten Rumäniens.
Auf dem jüdischen Friedhof sind viele gut erhaltene Grabsteine vorhanden. Insgesamt befinden sich zirka 7000 Gräber in der zwei Hektar großen Anlage, die in 26 Abteilungen unterschiedlicher Größe unterteilt ist, von denen die größte zirka 1250 Gräber umfasst, wohingegen andere gar keine Grabsteine aufweisen. Der älteste identifizierte Grabstein wurde im Jahr 1831 errichtet. Die Beschriftung erfolgte auf Hebräisch, Deutsch, Jiddisch, Rumänisch und Ukrainisch – nicht selten auch mehrsprachig auf einem Stein. Die Grabsteine weisen als Besonderheit teilweise eine farbige Bemalung auf, die für mehrere jüdische und christliche Friedhöfe der Bukowina nachweisbar ist – etwa für den Fröhlichen Friedhof – sich hier aber auf die Farben blau und grün beschränkt und zumeist nur einzelne Elemente farbig hervorhebt. Unter den Beerdigten finden sich auch einige Rabbiner der Stadt. Im Jahr 1921 wurde der Friedhof auf seine heutigen Ausmaße vergrößert. Die Kopfstücke der Grabsteine sind aus unterschiedlichen Materialien gestaltet, weshalb sie unterschiedlich gut erhalten sind.
Dadurch, dass zirka 6000 Juden nach dem Zweiten Weltkrieg nach Rădăuți zurückkehren bzw. dort eine neue Heimat finden konnten, blieb der Friedhof zunächst gepflegt und wurde weiter belegt. Die genaue Zahl der Toten im Zusammenhang mit der Deportation in Arbeitslager in Transnistrien konnte nicht ermittelt werden. Daher wurde ein Denkmal für die sechs Millionen jüdischen Opfer des Holocaust errichtet, das den nicht belegbaren Vorgang der Herstellung von Seife aus den Leichen ermordeter Juden aufgreift, indem es „R. I. F.“ („Reichsstelle für Industrielle Fettversorgung“) als „Reines Juden Fet“ deutet, was auf behaupteten Versuchen im KZ Stutthof basiert. Dieses von der Sowjetunion geförderte Gerücht führte an verschiedenen Stellen in Osteuropa dazu, dass nach dem Holocaust „RIF“-Seife beerdigt wurde. Die rumänisch und hebräisch vorhandene Inschrift des Denkmals lautet in der deutschen Übersetzung:
Mit der Zeit wanderten die Juden von Rădăuți nach Israel aus, so dass die Gemeinde bereits im Jahr 2002 auf 62 Mitglieder gesunken war. Im frühen 21. Jahrhundert wurde mit der detaillierten Erfassung der Grabsteine begonnen und eine umfangreiche Datenbank geschaffen. Die Stadt plant, die Große Synagoge und den Friedhof stärker in ihr touristisches Konzept mit einzubeziehen und so auch den Erhalt mit zu sichern.